# Time for That
Time for That è un singolo del rapper statunitense 24kGoldn pubblicato il 6 ottobre 2020.

## Video musicale
Il videoclip del brano è stato pubblicato su Lyrical Lemonade.

## Tracce
1. Time for That – 3:08